# Gelindo Chiarello
Gelindo Chiarello (23 de octubre de 1997) es un deportista suizo que compite en piragüismo en la modalidad de eslalon. Ganó una medalla de bronce en el Campeonato Europeo de Piragüismo en Eslalon de 2024, en la prueba de K1 individual.

## Palmarés internacional
| Campeonato Europeo | Campeonato Europeo | Campeonato Europeo | Campeonato Europeo |
| Año                | Lugar              | Medalla            | Competición        |
| ------------------ | ------------------ | ------------------ | ------------------ |
| 2024               | Tacen (Eslovenia)  | Medalla de bronce  | K1 individual      |